# Monttea aphylla
Monttea aphylla là một loài thực vật có hoa trong họ Mã đề. Loài này được John Miers mô tả khoa học đầu tiên năm 1852 dưới danh pháp Oxycladus aphyllus. Năm 1876 George Bentham và Joseph Dalton Hooker khi viết về Monttea có đề cập đến chi Oxycladus nhưng không định rõ danh pháp của loài này.. Năm 1913 Lucien Leon Hauman chuyển nó sang chi Monttea.

## Phân bố
Loài này có tại Argentina (đông bắc, tây bắc, nam).